# Robert Englund
Robert Barton Englund (Glendale, 6 de junho de 1947) é um ator, apresentador de televisão, diretor de cinema, gerente de teatro e dublador norte-americano, mais conhecido por interpretar, na cinessérie A Nightmare on Elm Street, o assassino sobrenatural Freddy Krueger, o qual está incluído na lista dos maiores vilões do cinema, compilada pelo Instituto Americano de Cinema, bem como em várias outras publicações. Englund interessou-se pela atuação ainda na adolescência e aperfeiçoou sua formação em uma escola de teatro ligada à Real Academia de Arte Dramática. Trabalhou por cinco anos no teatro local de Michigan até conseguir seu primeiro papel cinematográfico em 1973.
Seu primeiro papel a fazer um relativo sucesso foi o alienígena Willie, personagem da minissérie de ficção científica V, exibida originalmente em 1983. Entretanto, o grande marco de sua carreira se deu em 1984, quando ele fez o teste para A Nightmare on Elm Street, um projeto do então independente cineasta Wes Craven, e conseguiu o papel de Freddy; o filme tornou-se um sucesso internacional e o nome do ator ficou associado ao personagem. Ele participou, posteriormente, de outros filmes do gênero, entre os quais The Mangler, Wishmaster, Urban Legend e 2001 Maniacs.
Englund também atuou em várias telesséries e episódios especiais geralmente relacionados ao horror e, na década de 1990, estrelou Freddy's Nightmares, série dedicada a seu famoso personagem. Além disso, apresentou programas de televisão, dublou personagens de jogos eletrônicos e participou de uma websérie, Fear Clinic. Ele recebeu duas indicações ao Prêmio Saturno na categoria de melhor ator coadjuvante por A Nightmare on Elm Street 3: Dream Warriors em 1987 e A Nightmare on Elm Street 4: The Dream Master em 1988, e venceu um prêmio do Fantafestival por The Mangler em 1995.

## Primeiros anos e educação
Robert Barton Englund nasceu em Glendale, Califórnia. De ascendência sueca, dinamarquesa, escocesa e inglesa, é filho de Janis  (sobrenome de solteira: MacDonald) e John Kent Englund, um engenheiro aeronáutico que ajudou a desenvolver o avião Lockheed U-2. Robert começou a estudar teatro aos doze anos, acompanhando um amigo em um programa de teatro infantil na Universidade do Estado da Califórnia em Northridge. Enquanto cursava o ensino secundário, frequentou a Escola de Teatro Cranbrook em Bloomfield Hills. Então, começou a frequentar a Universidade da Califórnia em Los Angeles, mas desistiu do curso depois de três anos e se transferiu para a Universidade de Oakland, em Michigan, onde aprimorou suas habilidades de atuação no Teatro Meadow Brook, na época uma filial da Real Academia de Arte Dramática. Durante cinco anos, Englund fez sucesso no teatro regional de Michigan, encenando peças clássicas escritas por Shakespeare e George Bernard Shaw.

## Carreira

### Primeiros trabalhos em cinema e televisão
Após retornar à Costa Oeste em busca de trabalhos cinematográficos, Englund conseguiu um papel secundário no filme Buster and Billie (1973), dirigido por Daniel Petrie. Teve seus primeiros papéis de destaque em Stay Hungry (1976) e Big Wednesday (1978) e relatou que foi rejeitado para o papel do soldado Lance B. Johnson em Apocalypse Now, pois a equipe de produção o achou "velho demais" para o personagem. Assim, fez um teste para interpretar Han Solo em Star Wars (1977), mas foi novamente rejeitado, dessa vez por ser considerado "jovem demais". Segundo Englund, ao contar sobre esta última experiência para seu amigo Mark Hamill, comentou que este seria ideal para interpretar Luke Skywalker; Hamill, que já tinha ouvido falar de Star Wars, interessou-se pela ideia e foi escalado para o papel.
Ao longo da década de 1970, Englund trabalhou constantemente no cinema, contracenando com atores e atrizes como Henry Fonda, Susan Sarandon, Jeff Bridges, Sally Field e Arnold Schwarzenegger; e trabalhando com diretores como Robert Aldrich, Robert Mulligan, J. Lee Thompson, Bob Rafelson e John Milius. Nos seus primeiros papéis cinematográficos, geralmente pequenos, ele costumava interpretar bandidos, "melhores amigos" e rednecks. Também atuou em vários telefilmes e outras atrações de televisão, contracenando com alguns artistas proeminentes da época, entre os quais Barbra Streisand, Richard Gere, Burt Reynolds e Charles Bronson.
Entre as primeiras incursões do ator no gênero terror estão os longa-metragens Eaten Alive (1976), dirigido por Tobe Hooper, e Galaxy of Terror, produzido por Roger Corman e lançado em 1981. Após dez anos de trabalho no cinema e na televisão, Englund finalmente recebeu grande atenção da mídia ao desempenhar o papel de Willie, um extraterrestre simpático e heroico, na minissérie V (1983), bem como nas sequências V - The Final Battle e V: The Series, exibidas entre 1984 e 1985, nas quais integrou o elenco regular. Willie foi o seu primeiro personagem a ter apelo com um público maior, tornando o ator uma celebridade cult na época.

### A Nightmare on Elm Streete consolidação no horror

Englund caracterizado como Freddy Krueger, seu personagem mais famoso

O grande sucesso da telessérie V fez Englund imaginar que ele seria lembrado pela posteridade como "um alienígena amável e doce". Então, para contrabalançar essa imagem pública, ele procurou um trabalho que lhe permitisse demonstrar outro lado de seus talentos. Durante um hiato entre as gravações da série, fez o teste para A Nightmare on Elm Street (1984), um filme de terror de baixo orçamento dirigido por Wes Craven e produzido pela New Line Cinema, na época um estúdio independente. Como resultado de sua entrevista com o cineasta, o ator conseguiu o papel de Freddy Krueger, um ser demoníaco com cicatrizes de queimaduras e que ataca suas vítimas nos sonhos delas.
O filme tornou-se um sucesso internacional, o que fez da New Line uma das companhias mais importantes de Hollywood e catapultou Englund para a fama. O longa-metragem originou uma extensa franquia que conta com sete sequências, uma telessérie, um crossover com a cinessérie Friday the 13th e uma refilmagem, lançada quase três décadas depois. O personagem Freddy Krueger apareceu em talk shows, histórias em quadrinhos, vídeos de rap e nas séries de animação The Simpsons, South Park e Family Guy. Entre os inúmeros produtos licenciados e merchandising de Freddy, estão figuras de ação, bonecos e uma máquina de pinball baseada nos filmes lançada pela Gottlieb.
Englund levava várias horas para colocar o rosto de Freddy, com seus muitos efeitos que simulavam queimaduras. Ele disse que teve que fazer jus à maquiagem, ao cenário exagerado e aos efeitos especiais que estavam ao seu redor, mas como Freddy existia na imaginação de suas potenciais vítimas, ele poderia retratá-lo de maneira mais estilizada. O ator comentou: "Quando finalmente me maquiei, encontrei a voz e os movimentos, percebi que não precisava me preocupar com a aparência de Robert Englund. Eu estava escondido sob a maquiagem e poderia usar todos os truques que vinham do teatro — mudar minha voz, mudar a maneira como eu me movia". Segundo o portal Yahoo!, ele imprimiu ao papel um tom sombrio e mágico, graças à sua voz profunda e feições angulares "semelhantes às de uma águia" sob pesada maquiagem, o que tornou marcantes a nitidez da luva com garras e os ímpetos irônicos do personagem.
O ator encarnou Freddy novamente em A Nightmare on Elm Street 2: Freddy's Revenge (1985), A Nightmare on Elm Street 3: Dream Warriors (1987), A Nightmare on Elm Street 4: The Dream Master (1988), A Nightmare on Elm Street 5: The Dream Child (1989), Freddy's Dead: The Final Nightmare (1991), Wes Craven's New Nightmare (1994) e Freddy vs. Jason (2003). Até a refilmagem de A Nightmare on Elm Street (2010), ele sempre interpretou Freddy na série, ao contrário do que ocorreu com vilões de outras franquias de horror contemporâneas. Jason Voorhees em Friday the 13th, Michael Myers em Halloween e Leatherface em The Texas Chainsaw Massacre, por exemplo, foram interpretados por atores e dublês diferentes e desconhecidos do grande público. Englund é um dos quatro únicos atores a interpretar um personagem de terror oito vezes consecutivas, sendo os outros três Doug Bradley, que deu vida ao antagonista Pinhead na série Hellraiser, Brad Dourif, com suas contribuições ao boneco Chucky (voz) e sua versão humana Charles Lee Ray, e Tobin Bell, intérprete do assassino Jigsaw na franquia Saw.
A associação de Englund com o gênero o levou a receber papéis de destaque em outros filmes. Ele interpretou O Fantasma em The Phantom of the Opera (1989), uma versão gore do romance de Gaston Leroux. Apareceu como Bill Gartley, o dono de uma lavanderia tomada por forças malignas em The Mangler (1995), adaptação cinematográfica de um conto de Stephen King e dirigida por Tobe Hooper (em seu segundo trabalho com Englund depois de Eaten Alive). Na comédia de horror 2001 Maniacs (2005), o ator interpretou Mayor Buckman, líder de um vilarejo cujos habitantes são todos maníacos canibais; esse longa-metragem é uma refilmagem de Two Thousand Maniacs! (1964), do diretor Herschell Gordon Lewis, sendo também a primeira regravação de uma obra desse cineasta, considerado o criador do subgênero splatter do cinema de terror.

### 1980–2009: Trabalhos paralelos à atuação no cinema

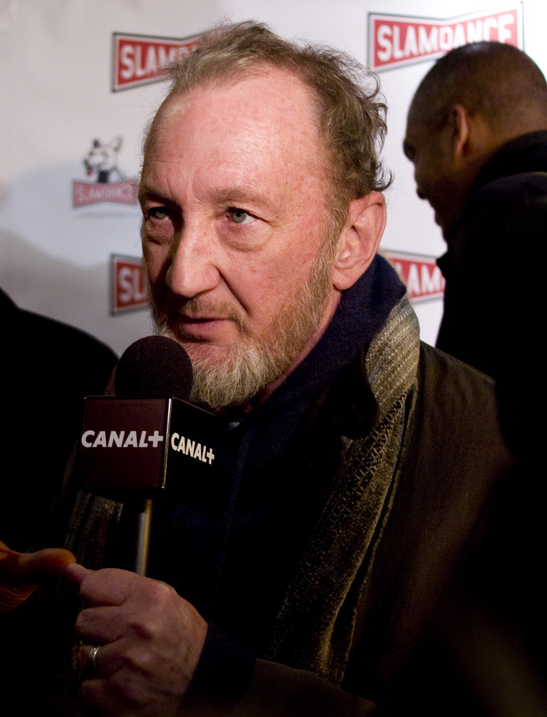
O ator sendo entrevistado no Festival Sundance de Cinema em janeiro de 2008.

De 1980 a 1986, o ator fez participações especiais em episódios de diversas séries de televisão, entre as quais Charlie's Angels (1980), CHiPs (1981), Hart to Hart (1981), Alice (1983), Manimal (1983), Hunter (1985), Knight Rider (1986) e MacGyver (1986). Em 1987, em pleno auge do sucesso de Freddy Krueger (a franquia já contava com três filmes e o quarto estava a caminho), ele formou a banda fictícia Elm Street Group, que lançou um álbum intitulado Freddy's Greatest Hits. Englund participou com alguns vocais e fez a "risada maníaca" de Freddy ao longo de nove faixas repletas de drum machines, guitarras elétricas distorcidas e sintetizadores, entre músicas originais e covers de Wilson Pickett, The Everly Brothers e Sam the Sham and The Pharaohs. O disco, praticamente despercebido quando lançado originalmente pela RIC Records em vinil e fita cassete, recebeu em 2017 um relançamento limitado a 400 cópias. O ator também apresentou seu próprio talk show de rádio.
Ele fez sua estreia como diretor em 1988, no filme de terror 976-EVIL, co-escrito pelo futuro vencedor do Oscar Brian Helgeland e estrelado por Stephen Geoffreys; no enredo, um rapaz é possuído por forças demoníacas após ligar para um serviço de horóscopo por telefone. Nesse mesmo ano, Englund trouxe Freddy Krueger para a televisão, interpretando-o ao longo de duas temporadas na série Freddy's Nightmares, exibida pelo sistema de sindicação até 1990. Além de atuar, ele também serviu como consultor e, em 1989, dirigiu dois episódios dessa atração ("Cabin Fever" e "Monkey Dreams"). De 1990 a 1992, apresentou o Horror Hall of Fame, uma premiação anual televisionada, ao estilo do Oscar, que homenageava os profissionais que se destacavam na indústria cinematográfica e televisiva dentro do gênero terror.
Em 1992, o ator participou de um episódio do programa The Tonight Show Starring Johnny Carson e também estrelou Nightmare Cafe, uma série de seis episódios nos quais interpretou Blackie, o misterioso proprietário de uma cafeteria. Em 1996, Englund apareceu como artista convidado nas séries Walker, Texas Ranger, Babylon 5 e  Sliders. No fim da década de 1990, Englund participou de diversas atrações televisivas de comédia. Em 1997, ele interpretou o próprio Lucifer em um episódio de Married... with Children e, em 25 de outubro de 1998, dublou Freddy e Jason Voorhees em versão de desenho animado quando estes fizeram participação especial num episódio de The Simpsons. Nesse mesmo ano, o ator apareceu como ele mesmo no programa humorístico MadTV e no filme slasher Urban Legend, o qual arrecadou cerca de 72 milhões de dólares; em 1999, participou de um episódio da sitcom The Jamie Foxx Show.
Em 2001, ele interpretou Mr. Bell no episódio "The Howler" de The Nightmare Room, bem como Gammill, um demônio desfigurado que tem o poder de encolher pessoas e transformá-las em estatuetas, no episódio "Size Matters" da série dramático-fantástica Charmed. A partir desse ano, o artista também começou a dublar personagens regulares (vilões) de séries de animação, a começar pelo mágico Felix Faust em Justice League; em 2004, emprestou novamente sua voz a esse mesmo personagem em Justice League Unlimited e também dublou Riddler em The Batman. No ano seguinte, apareceu na série Masters of Horror, interpretando o mestre de cerimônias de um sinistro clube de heavy metal no episódio "Dance of the Dead", dirigido por Hooper em sua quarta e última colaboração com o ator.
Em 2006, foi anunciado que Englund dirigiria seu segundo filme, The Killer Pad, que contaria com o rapper Master P na composição da trilha sonora; o longa-metragem, uma comédia de terror, foi lançado diretamente em DVD em 2008. Nesse mesmo ano, ele dublou Abutre em The Spectacular Spider-Man. Em 13 de outubro de 2009, foi publicado pela Pocket Books o livro de memórias do ator, intitulado Hollywood Monster: A Walk Down Elm Street with the Man of Your Dreams e transcrito por Alan Goldsher; o Los Angeles Times descreveu-o como "uma coleção de histórias e fotografias espirituosas e tocantes que narram as experiências pessoais de Englund nos bastidores das filmagens, bem como as de Hollywood nos últimos 35 anos, de seu papel como Willie em V, de 1984, para os papéis de louco que ele faz hoje". Nesse mesmo ano, ele dublou Dormammu em The Super Hero Squad Show e interpretou Dr. Andover na websérie Fear Clinic, sua incursão no mundo das produções feitas para a internet.

### 2010–presente: Televisão, jogos eletrônicos e outros trabalhos

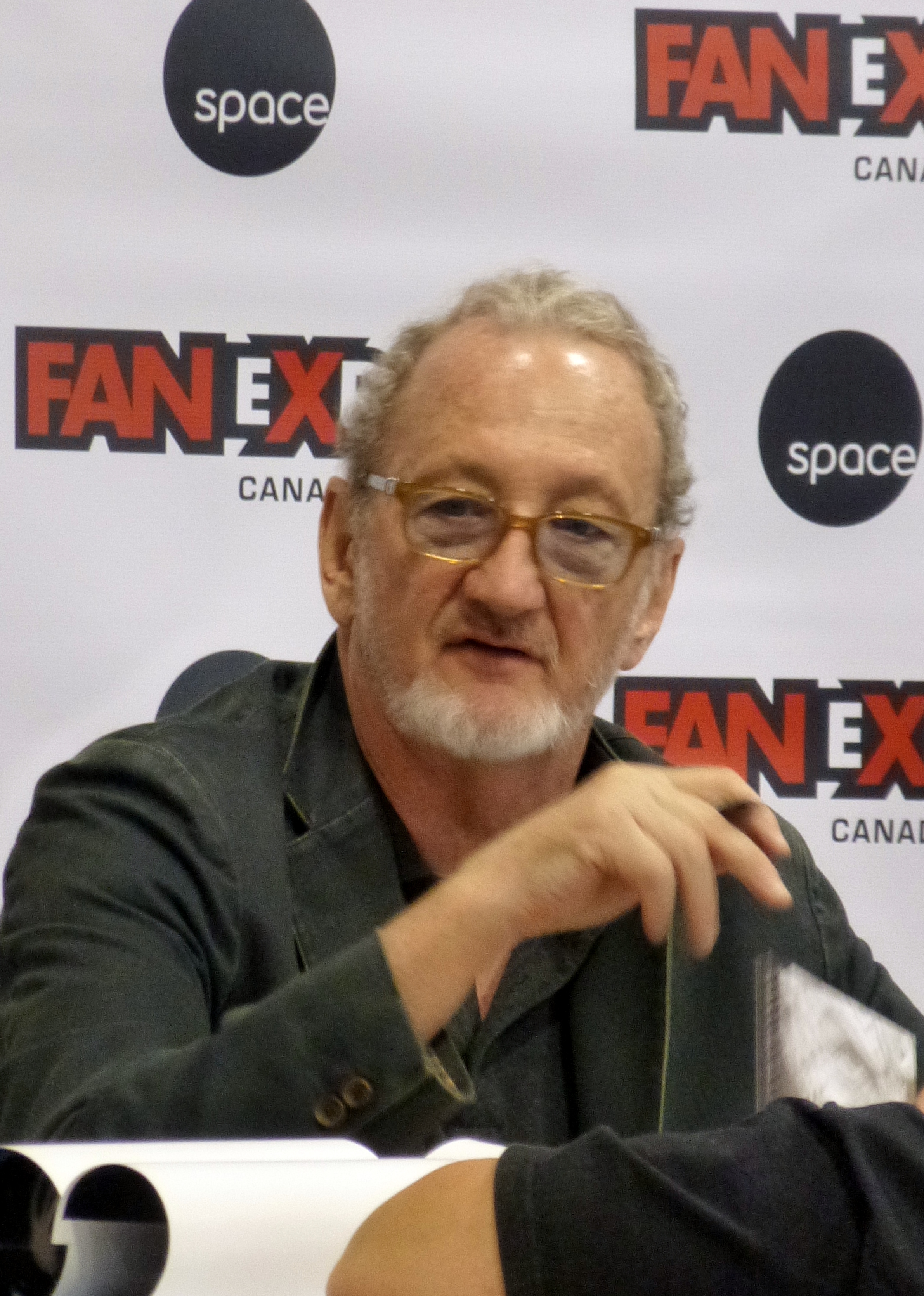
Em agosto de 2014, na Fan Expo Canada.

Em janeiro de 2010, foi anunciado que Englund participaria de Strangeland II: Disciple, sequência de Strangeland, um obscuro filme cult de 1998 dirigido por Dee Snider. Entretanto, não foi estabelecido nenhuma data específica para o lançamento do filme e o projeto continuou em desenvolvimento. Nesse mesmo ano, o ator estrelou no episódio de temática slasher "The Death of the Queen Bee" da série Bones, interpretando um estranho zelador da antiga escola secundária da protagonista Dra. Temperance Brennan. Ele também participou como convidado na série Supernatural, no papel de Dr. Robert, um médico sem licença que "ganha a vida costurando caras no submundo".
Ainda em 2010, apareceu no episódio "Chuck Versus the Aisle of Terror" da série de espionagem Chuck, como um cientista que cria uma toxina nervosa indutora de medo. No cinema, ele foi escalado para o papel do antagonista principal no thriller independente Inkubus; contracenou com Danny Glover no drama espanhol De mayor quiero ser soldado e participou de documentários como Hollywood Don’t Surf! e Never Sleep Again: The Elm Street Legacy. Além disso, foi convidado especial em algumas convenções de terror como a Creation Entertainment Weekend of Horrors e também foi entrevistado no talk show de Mick Garris (Post Mortem with Mick Garris).
Em 2011, Englund incursionou nos jogos eletrônicos, fazendo uma participação especial em Call of Duty: Black Ops, no mapa de expansão "Call of the Dead", em que interpretou a si mesmo como um dos personagens jogáveis; também dublou Freddy Krueger em Mortal Kombat 9 e Dormammu em Marvel Super Hero Squad Online. No mesmo ano, participou de um episódio especial de Dia das Bruxas da telessérie Hawaii Five-0, no qual atuou como um misterioso sem-teto suspeito de uma investigação de assassinato. Além do mais, apareceu em documentários como Scream: The Inside Story (sobre os bastidores do primeiro filme da franquia Scream), e I am Nancy (a respeito de Heather Langenkamp, intérprete de Nancy Thompson na série A Nightmare on Elm Street).
O ator envolveu-se em algumas produções de baixo orçamento ao longo de 2012, tais como o telefilme Lake Placid: The Final Chapter. Também participou de um especial de Dia das Bruxas do game show Come Dine with Me, transmitido pelo Channel 4, e de um episódio de Criminal Minds, no papel do detetive Gassner, que ajuda a equipe do FBI com um caso envolvendo uma série de assassinatos ritualísticos. Ainda na televisão, ele dublou Myglom em Green Lantern: The Animated Series. Em 2013, Englund declarou que o projeto de The Vij, o terceiro filme que ele dirigiria, havia sido abandonado devido a problemas de financiamento. The Vij teve o desenvolvimento anunciado em 2007 e seria uma fantasia sombria gótica estrelada por Christopher Lee e baseada no romance Viy, do escritor russo Nikolai Gogol, com o enredo girando em torno de um jovem padre cujas ações seriam condicionadas por um gênio maligno que o levaria a cometer assassinatos e à paixão por uma bruxa misteriosa.
Em junho de 2014, Englund anunciou sua despedida do personagem Freddy Krueger; o ator compareceu ao evento Flashback Weekend, em Chicago, onde realizou sessão de autógrafos e interagiu com fãs, avisando que aquela seria sua última apresentação oficial como Freddy. Nesse ano, protagonizou dois filmes estreados em festivais de cinema: The Last Showing e Fear Clinic, baseado na websérie homônima e no qual contracenou com Corey Taylor, que estreou como ator nesse longa-metragem. Em fevereiro de 2016, Englund organizou, na emissora El Rey Network, de Robert Rodriguez, uma maratona "Nightmare on Elm Street" com os cinco primeiros filmes da franquia e oito episódios de Freddy's Nightmares. Em 2017, ele deu voz a Espantalho (Scarecrow), um dos inimigos de Batman no Universo DC, no jogo Injustice 2.

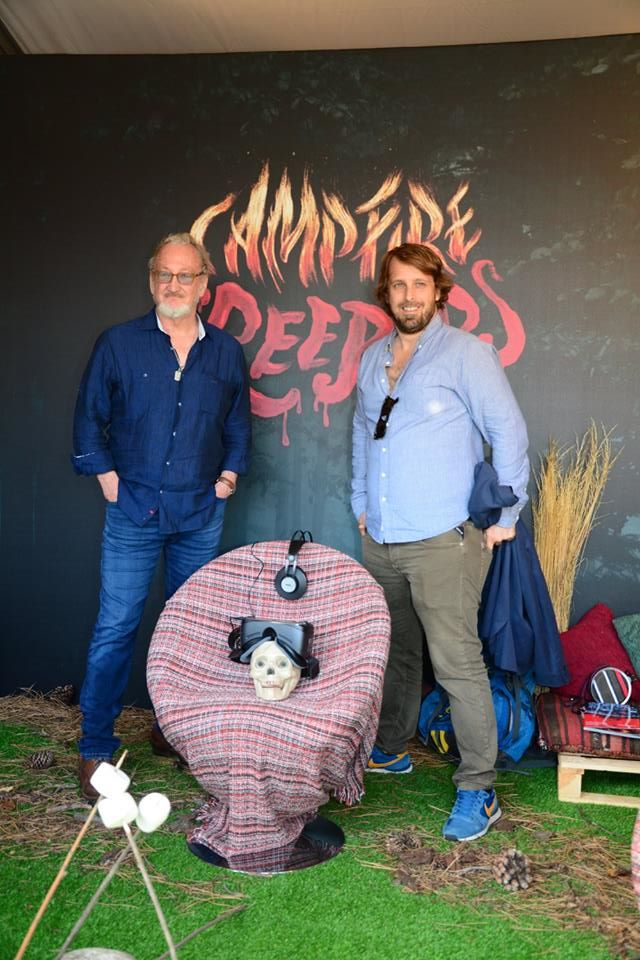
Englund (à esquerda) e o diretor Alexandre Aja apresentam a antologia de terror Campfire Creepers no Sitges 2017. Entusiasta do uso de tecnologias no cinema, Englund participou deste projeto de Aja, que utilizou o então incipiente recurso da realidade virtual.

Em 2018, Adam F. Goldberg, criador da série The Goldbergs, convenceu Englund a interpretar Freddy no programa. O ator relatou: "Eu disse não a Adam. E então ele me enviou provavelmente a carta de fã mais bonita que eu já recebi, me dizendo o quanto A Nightmare on Elm Street significava para ele. Então comecei a pensar em meus fãs e como The Goldbergs se encaixa com a experiência dos anos 80, sendo um tipo de peça de memória retrô". Englund apareceu como Freddy em "Mister Knifey-Hands", episódio especial do Dia das Bruxas exibido em 24 de outubro. Nesse mesmo ano, ele apareceu no curta-metragem The Skull of Sam, um dos capítulos da antologia de terror Campfire Creepers, criada pelo cineasta Alexandre Aja e exibida com a tecnologia de realidade virtual estereoscópica de 360 graus.
Em 2019, Englund participou do documentário Scream, Queen! My Nightmare on Elm Street, que examina o subtexto LGBT em A Nightmare on Elm Street 2: Freddy's Revenge. Também foi anunciada a sua participação no documentário Icon: The Robert Englund Story, da produtora independente britânica Cult Screenings, que começou a promover uma campanha de financiamento coletivo para o projeto, destinado a explorar "quem é realmente o homem por trás da máscara, desde seus primeiros dias na televisão e no cinema até chegar ao status estratosférico atual no universo do terror". Em 2020, ele começou a apresentar o programa True Terror with Robert Englund, transmitido pelo Travel Channel, que mostra histórias assustadoras, mas ditas autênticas, envolvendo fenômenos sobrenaturais ou estranhos.

## Vida pessoal
Englund não tem filhos e já foi casado três vezes. Aos 20 anos, contraiu matrimônio com a enfermeira Elizabeth Gardner, de quem se divorciou em 1972. Casou-se, então, com a atriz Roxanne Rogers em 1986, mas divorciou-se dois anos depois. Em 1987, durante a produção de 976-EVIL, conheceu a decoradora de cenários Nancy Ellen Booth, com quem se casou e continua junto desde então. O ator reside com a esposa em Laguna Beach, Califórnia. Ele mora na mesma casa desde 1989 por ser bastante apegado à área litorânea, graças a uma paixão de longa data pelo surfe e às boas lembranças das férias em família na praia. Robert e Nancy também têm uma segunda casa em Santa Fé, Novo México, cidade onde se casaram em 1988.
Apesar de sua notória afeição pelo cinema de horror, Englund é apaixonado pelo teatro. Ele adoraria dirigir suas próprias versões de Our Town ou Othello no palco e admitiu que um de seus maiores medos é ficar nervoso e esquecer suas falas durante uma apresentação teatral. É também entusiasta do uso das tecnologias e das mídias sociais, conectando-se frequentemente com seus fãs no Instagram e Twitter, plataformas que servem ao que ele chama de "insights de showbiz sem indiretas sarcásticas de um ator veterano marcado por personagens incomuns". Ele acredita que com os recursos tecnológicos atuais seria possível fazer filmes incríveis a partir de peças góticas clássicas de autores como Edgar Allan Poe. Entre seus filmes de terror favoritos estão Sisters, The Innocents, Rosemary's Baby e May.
Em contraste com a carreira que construiu interpretando vários vilões, Englund costuma ser descrito como muito simpático e um artista atencioso com os fãs, frequentando regularmente convenções de terror. Em 2015, o ator afirmou em entrevista à The Advocate que percebe uma ressonância da série A Nightmare on Elm Street na comunidade LGBT, principalmente o segundo filme, cujo subtexto gay foi tema de um documentário de 2019 centrado na trajetória do ator homossexual Mark Patton na produção. Englund declarou: "Sou um velho garoto do teatro, e o teatro sempre foi acolhedor para todos. [..] Tive muitos amigos gays que me acolhiam em suas casas quando comecei a atuar profissionalmente. Fui abraçado por essas pessoas e foram elas que me ensinaram sobre as pistas e sugestões dos filmes de Vincente Minnelli, bem como as insinuações nos filmes de George Cukor. Elas absolutamente me influenciaram como ator e como pessoa".

## Reconhecimento e legado
Em 1990, o Los Angeles Times descreveu Englund como "o homem que interpreta o ícone da cultura pop mais improvável da América". O portal Yahoo! o comparou a outros atores cujos nomes ficaram marcados no gênero horror: "Assim como Bela Lugosi e Boris Karloff na década de 1930 [quando interpretaram, respectivamente, Drácula e o monstro de Frankenstein], o nome de Englund tornou-se intimamente ligado a um personagem monstruosamente popular; na história recente do cinema de terror, apenas Norman Bates, de Anthony Perkins, teve tanta ressonância com o público cinematográfico". Em 2003, o American Film Institute, em sua lista dos 100 maiores heróis e vilões de filmes, classificou Freddy Krueger como o quadragésimo maior vilão do cinema norte-americano.
Ao longo de sua carreira, Englund foi nomeado a diversas premiações cinematográficas. Em 1988, recebeu sua primeira indicação ao Prêmio Saturno de melhor ator coadjuvante por sua interpretação de Freddy em A Nightmare on Elm Street: Dream Warriors e, em 1990, voltou a ser indicado na mesma categoria por seu desempenho como o vilão em A Nightmare on Elm Street 4: The Dream Master. O ator obteve duas nomeações ao Prêmio Fangoria Chainsaw, promovido pela revista Fangoria: em 2004, à categoria de melhor ator por Freddy vs. Jason e, em 2009, à categoria de melhor ator secundário pela comédia de terror Jack Brooks: Monster Slayer. Em 2010, foi  nomeado ao Streamy Award de Melhor ator em uma websérie dramática por seu trabalho em Fear Clinic (2009).
Embora The Mangler (1995) tenha recebido críticas predominantemente negativas, o desempenho de Englund neste filme rendeu-lhe o prêmio de melhor ator no Fantafestival da Itália daquele ano. O ator também conquistou quatro prêmios honorários por suas contribuições ao cinema de terror: o Prêmio The Life Career da Academia de Filmes de Ficção Científica, Fantasia e Horror dos Estados Unidos (2001); o Prêmio Máquina do Tempo do Festival de Cinema de Sitges da Espanha (2007); o Lifetime Achievement Award do Festival de Cinema de Terror da Cidade de Nova Iorque (2010); e o prêmio honorário pela carreira do CinEuphoria Awards de Portugal (2020).

## Filmografia

### Cinema
| Ano  | Título                                        | Papel                            | Notas                                                 | Ref.            |
| ---- | --------------------------------------------- | -------------------------------- | ----------------------------------------------------- | --------------- |
| 1973 | Buster and Billie                             | Whitey                           |                                                       | [ 19 ]          |
| 1975 | Sunburst                                      | Michael                          |                                                       | [ 108 ]         |
| 1975 | Hustle                                        | Assaltante 1                     |                                                       | [ 109 ]         |
| 1976 | Stay Hungry                                   | Franklin                         | Primeiro papel relevante em um filme                  | [ 92 ] [ 110 ]  |
| 1976 | St. Ives                                      | Bandido                          |                                                       | [ 111 ]         |
| 1976 | Eaten Alive                                   | Buck                             | Primeiro filme de terror                              | [ 112 ] [ 113 ] |
| 1976 | A Star Is Born                                | Marty                            | Não creditado                                         | [ 114 ]         |
| 1978 | The Great Smokey Roadblock                    | Beebo Crozier                    |                                                       | [ 115 ]         |
| 1978 | Big Wednesday                                 | Fly                              |                                                       | [ 116 ]         |
| 1978 | Bloodbrothers                                 | Mott                             |                                                       | [ 117 ]         |
| 1980 | The Fifth Floor                               | Benny                            |                                                       | [ 118 ]         |
| 1981 | Galaxy of Terror                              | Ranger                           |                                                       | [ 119 ]         |
| 1981 | Dead & Buried                                 | Harry                            |                                                       | [ 120 ]         |
| 1982 | Don't Cry, It's Only Thunder                  | Viajante                         |                                                       | [ 121 ]         |
| 1984 | A Nightmare on Elm Street                     | Freddy Krueger                   | Papel mais marcante da carreira                       | [ 122 ]         |
| 1985 | A Nightmare on Elm Street 2: Freddy's Revenge | Freddy Krueger                   |                                                       | [ 123 ]         |
| 1986 | Never Too Young to Die                        | Riley                            | Participação especial                                 | [ 124 ]         |
| 1987 | A Nightmare on Elm Street 3: Dream Warriors   | Freddy Krueger                   | Indicado ao Prêmio Saturno de melhor ator coadjuvante | [ 125 ]         |
| 1988 | A Nightmare on Elm Street 4: The Dream Master | Freddy Krueger                   | Indicado ao Prêmio Saturno de melhor ator coadjuvante | [ 126 ]         |
| 1988 | 976-EVIL                                      |                                  | Diretor                                               | [ 127 ]         |
| 1989 | A Nightmare on Elm Street 5: The Dream Child  | Freddy Krueger                   |                                                       | [ 128 ]         |
| 1989 | C.H.U.D. II: Bud the CHUD                     | Homem de sobretudo               | Não creditado                                         | [ 129 ]         |
| 1989 | The Phantom of the Opera                      | O Fantasma / Erik Destler        |                                                       | [ 130 ]         |
| 1990 | The Adventures of Ford Fairlane               | Smiley                           |                                                       | [ 131 ]         |
| 1991 | Freddy's Dead: The Final Nightmare            | Freddy Krueger                   |                                                       | [ 132 ]         |
| 1991 | Dance Macabre                                 | Anthony Wager / 'Madame'         |                                                       | [ 133 ]         |
| 1993 | Tobe Hooper's Night Terrors                   | Paul Chevalier / Marquês de Sade | Título alternativo: Night Terrors                     | [ 134 ] [ 135 ] |
| 1994 | Wes Craven's New Nightmare                    | Ele mesmo / Freddy Krueger       |                                                       | [ 136 ]         |
| 1995 | The Mangler                                   | Bill Gartley                     | Prêmio Fantafestival de melhor ator                   | [ 33 ] [ 10 ]   |
| 1996 | Starquest II                                  | Padre O’neill                    |                                                       | [ 137 ]         |
| 1996 | La lengua asesina                             | Capitão Screw                    |                                                       | [ 138 ]         |
| 1996 | The Paper Brigade                             | Tanoeiro louco                   |                                                       | [ 139 ]         |
| 1997 | Perfect Target                                | Coronel Shakwell                 |                                                       | [ 140 ]         |
| 1997 | Wishmaster                                    | Raymond Beaumont                 |                                                       | [ 141 ]         |
| 1998 | Meet the Deedles                              | Nemo                             |                                                       | [ 142 ]         |
| 1998 | Urban Legend                                  | Professor William Wexler         |                                                       | [ 143 ]         |
| 1998 | Dee Snider's Strangeland                      | Jackson Roth                     | Título alternativo: Strangeland                       | [ 144 ]         |
| 1999 | Idle Hands                                    | Mão demoníaca                    | Apenas voz                                            | [ 145 ]         |
| 1999 | The Prince and the Surfer                     | Kratski                          |                                                       | [ 146 ]         |
| 2002 | Wish You Were Dead                            | Bernie Garces                    |                                                       | [ 147 ]         |
| 2003 | Freddy vs. Jason                              | Freddy Krueger                   |                                                       | [ 148 ]         |
| 2003 | Il ritorno di Cagliostro                      | Erroll Douglas                   |                                                       | [ 149 ]         |
| 2005 | 2001 Maniacs                                  | Mayor Buckman                    |                                                       | [ 34 ]          |
| 2006 | Hatchet                                       | Sampson                          |                                                       | [ 150 ]         |
| 2006 | Heartstopper                                  | Xerife Berger                    | Diretamente em vídeo                                  | [ 151 ]         |
| 2007 | Behind the Mask: The Rise of Leslie Vernon    | Doc Halloran                     |                                                       | [ 152 ]         |
| 2007 | Jack Brooks: Monster Slayer                   | Professor Gordon Crowley         |                                                       | [ 153 ]         |
| 2008 | Red                                           | Sr. Doust                        |                                                       | [ 154 ]         |
| 2008 | Zombie Strippers                              | Ian                              |                                                       | [ 155 ]         |
| 2008 | Killer Pad                                    |                                  | Diretor                                               | [ 53 ]          |
| 2010 | De mayor quiero ser soldado                   | Psicólogo                        |                                                       | [ 63 ]          |
| 2010 | Inkubus                                       | Inkubus                          |                                                       | [ 62 ]          |
| 2010 | Never Sleep Again: The Elm Street Legacy      | Ele mesmo                        | Documentário                                          | [ 65 ]          |
| 2010 | Hollywood Don't Surf!                         | Ele mesmo                        | Documentário                                          | [ 64 ]          |
| 2011 | Scream: The Inside Story                      | Ele mesmo                        | Documentário                                          | [ 71 ]          |
| 2011 | I Am Nancy                                    | Ele mesmo                        | Documentário                                          | [ 72 ]          |
| 2011 | The Mole Man of Belmont Avenue                | Hezekiah Confab                  |                                                       | [ 156 ]         |
| 2012 | Strippers vs Werewolves                       | Tapper                           |                                                       | [ 157 ]         |
| 2013 | Sanitarium                                    | Sam                              | Segmento "Figuratively Speaking"                      | [ 158 ] [ 159 ] |
| 2014 | The Last Showing                              | Stuart                           |                                                       | [ 80 ]          |
| 2014 | Fear Clinic                                   | Dr. Andover                      |                                                       | [ 81 ]          |
| 2015 | Kantemir                                      | John                             |                                                       | [ 160 ]         |
| 2015 | The Funhouse Massacre                         | Diretor da prisão                |                                                       | [ 161 ]         |
| 2016 | The Midnight Man                              | Dr. Goodberry                    |                                                       | [ 162 ]         |
| 2017 | Nightworld: Door of Hell                      | Jacob                            |                                                       | [ 163 ]         |
| 2017 | Nightmares in the Makeup Chair                | Ele mesmo                        | Documentário                                          | [ 164 ]         |
| 2018 | Campfire Creepers                             | Coletor de crânios               | Segmento "The Skull of Sam"                           | [ 84 ]          |
| 2019 | Scream, Queen! My Nightmare on Elm Street     | Ele mesmo                        | Documentário                                          | [ 87 ]          |

### Televisão

#### Telefilmes
| Ano  | Título                                                  | Papel                | Ref.    |
| ---- | ------------------------------------------------------- | -------------------- | ------- |
| 1977 | Young Joe, the Forgotten Kennedy                        | Willy                | [ 37 ]  |
| 1978 | The Courage and the Passion                             | Sargento Bell        | [ 37 ]  |
| 1979 | The Ordeal of Patty Hearst                              | Informante           | [ 37 ]  |
| 1979 | Mind Over Murder                                        | Ted Beasly           | [ 37 ]  |
| 1982 | Thou Shalt Not Kill                                     | Bobby Collins        | [ 37 ]  |
| 1982 | Journey's End                                           | Mason                | [ 37 ]  |
| 1983 | The Fighter                                             | Charlie              | [ 37 ]  |
| 1983 | Starflight: The Plane That Couldn't Land                | Scott                | [ 37 ]  |
| 1983 | I Want to Live!                                         | Sam Cooper           | [ 37 ]  |
| 1983 | Hobson's Choice                                         | Freddy Beenstock     | [ 37 ]  |
| 1987 | Infidelity                                              | Scott                | [ 37 ]  |
| 1994 | Mortal Fear                                             | Dr. Ralph Wannamaker | [ 37 ]  |
| 1994 | A Perry Mason Mystery: The Case of the Lethal Lifestyle | Peter Cartwright     | [ 37 ]  |
| 1995 | The Unspoken Truth                                      | Ernest Trainor       | [ 37 ]  |
| 2000 | Python                                                  | Dr. Anton Rudolph    | [ 165 ] |
| 2001 | Windfall                                                | Scratch              | [ 166 ] |
| 2007 | Black Swarm                                             | Eli Giles            | [ 167 ] |
| 2012 | Lake Placid: The Final Chapter                          | Jim Bickerman        | [ 73 ]  |
| 2015 | Lake Placid vs. Anaconda                                | Jim Bickerman        | [ 168 ] |

#### Séries e outras atrações
| Ano       | Título                                              | Papel                                     | Notas                                                                | Ref.            |
| --------- | --------------------------------------------------- | ----------------------------------------- | -------------------------------------------------------------------- | --------------- |
| 1977      | The Hardy Boys/Nancy Drew Mysteries                 | Gar                                       | Episódio: "Mystery of the Fallen Angels"                             | [ 37 ]          |
| 1978      | Police Woman                                        | Jonas                                     | Episódio: "Sons"                                                     | [ 37 ]          |
| 1979      | Soap                                                | Simon                                     | 2 episódios                                                          | [ 37 ]          |
| 1979      | California Fever                                    | Buddy Burns                               | Episódio: "Centerfold"                                               | [ 169 ]         |
| 1979      | Paris                                               | J.J. Eastwick                             | Episódio: "Dead Men Don't Kill"                                      | [ 170 ]         |
| 1980      | Charlie's Angels                                    | Harold Belkin                             | Episódio: "Harrigan's Angel"                                         | [ 37 ]          |
| 1980      | Flo                                                 | Web                                       | Episódio: "The Hero of Flo's Yellow Rose"                            | [ 171 ]         |
| 1981      | CHiPs                                               | Zack                                      | Episódio: "Forty Tons of Trouble"                                    | [ 37 ]          |
| 1981      | Walking Tall                                        | Bobby Joe Wilson                          | Episódio: "The Killing of McNeal County's Children"                  | [ 172 ]         |
| 1981      | Hart to Hart                                        | Buddy Kilgore                             | Episódio: "Rhinestone Harts"                                         | [ 173 ]         |
| 1982      | Cassie & Co.                                        | Cliff                                     | Episódio: "Fade Out"                                                 | [ 174 ]         |
| 1982      | The Mysterious Two                                  | Boone                                     | Episódio piloto                                                      | [ 37 ]          |
| 1983      | Simon & Simon                                       | 3-Card Monty                              | Episódio: "Red Dog Blues"                                            | [ 37 ]          |
| 1983      | Alice                                               | Sammy                                     | Episódio: "Vera, the Horse Thief"                                    | [ 37 ]          |
| 1983      | V                                                   | Willie                                    | 2 episódios                                                          | [ 175 ]         |
| 1983      | Manimal                                             | Bandido                                   | Episódio: "Night of the Beast"                                       | [ 37 ]          |
| 1984      | V: The Final Battle                                 | Willie                                    | 3 episódios                                                          | [ 175 ]         |
| 1984-1985 | V                                                   | Willie                                    | 19 episódios                                                         | [ 175 ]         |
| 1985      | Hunter                                              | Vaughn                                    | Episódio: "Million Dollar Misunderstanding"                          | [ 37 ]          |
| 1985      | Night Court                                         | Arnold Preminger                          | Episódio: "Dan's Boss"                                               | [ 37 ]          |
| 1985      | Hollywood Beat                                      | Capitain Crusader                         | Episódio piloto                                                      | [ 37 ]          |
| 1986      | Knight Rider                                        | Edward Kent                               | Episódio: "Fright Night"                                             | [ 37 ]          |
| 1986      | MacGyver                                            | Tim Wexler                                | Episódio: "Flame's End"                                              | [ 37 ]          |
| 1986      | North and South Book II                             | Desertor                                  |                                                                      | [ 37 ]          |
| 1986-1987 | Downtown                                            | Dennis Shothoffer                         | Elenco principal                                                     | [ 176 ]         |
| 1988      | D.C. Follies                                        | Freddy Krueger                            | Episódio: "Freddy Krueger's Nightmare: Dan Quayle Elected President" | [ 177 ]         |
| 1988-1990 | Freddy's Nightmares                                 | Freddy Krueger                            | 44 episódios Diretor: "Cabin Fever", "Monkey Dreams"                 | [ 178 ] [ 179 ] |
| 1990      | Shadow Theater                                      |                                           | Apresentador                                                         | [ 180 ]         |
| 1990-1992 | The Horror Hall of Fame                             |                                           | Apresentador                                                         | [ 44 ]          |
| 1992      | The Tonight Show Starring Johnny Carson             |                                           | Convidado                                                            | [ 181 ]         |
| 1992      | Nightmare Cafe                                      | Blackie                                   | 6 episódios                                                          | [ 45 ]          |
| 1994      | Masters of Illusion: The Wizards of Special Effects |                                           | Especial                                                             | [ 182 ]         |
| 1995      | Legend                                              | Willy Miles / Mordechai                   | Episódio: "The Gospel According to Legend"                           | [ 37 ]          |
| 1996      | Walker, Texas Ranger                                | Lyle Eckert                               | Episódio: "Deadline"                                                 | [ 37 ]          |
| 1996      | Babylon 5                                           | Jeremiah                                  | Episódio: "Grey 17 Is Missing"                                       | [ 37 ]          |
| 1996      | Sliders                                             | Dr. James Aldohn                          | Episódio: "State of the A.R.T."                                      | [ 37 ]          |
| 1997      | Married... with Children                            | Lucifer                                   | Episódio: "Damn Bundys"                                              | [ 46 ]          |
| 1998      | The Simpsons                                        | Freddy Krueger / Jason Voorhees (vozes)   | Episódio: "Treehouse of Horror IX"                                   | [ 47 ]          |
| 1998      | Mad TV                                              |                                           | Convidado                                                            | [ 37 ]          |
| 1999      | The Jamie Foxx Show                                 | Clive                                     | Episódio: "Bro-Jack"                                                 | [ 37 ]          |
| 1999      | The Hughleys                                        | Evil Bloodthirsty Brian                   | Episódio: "Storm o' the Century"                                     | [ 37 ]          |
| 2001      | The Nightmare Room                                  | Mr. Bell                                  | Episódio: "The Howler"                                               | [ 37 ]          |
| 2001      | Charmed                                             | Gammill                                   | Episódio: "Size Matters"                                             | [ 37 ]          |
| 2002      | Justice League                                      | Felix Faust (voz)                         | Episódio: "Paradise Lost: Parts 1 & 2"                               | [ 37 ]          |
| 2003      | I'm with Her                                        | Leonard Heckman                           | Episódio: "All About Evil"                                           | [ 183 ]         |
| 2004      | Super Robot Monkey Team Hyperforce Go!              | Diretor do circo (voz)                    | Episódio: "Circus of Ooze"                                           | [ 184 ]         |
| 2004-2008 | The Batman                                          | Riddler (voz)                             | Segunda temporada                                                    | [ 185 ]         |
| 2005      | Justice League Unlimited                            | Felix Faust (voz)                         | Episódio: "The Balance"                                              | [ 186 ]         |
| 2005      | Masters of Horror                                   | O MC                                      | Episódio: "Dance of the Dead"                                        | [ 51 ]          |
| 2008-2009 | The Spectacular Spider-Man                          | Abutre (voz)                              | 4 episódios                                                          | [ 187 ] [ 188 ] |
| 2009      | The Super Hero Squad Show                           | Dormammu (voz)                            | Episódios: "Enter Dormammu!"                                         | [ 189 ]         |
| 2010      | Bones                                               | Ray Buxley                                | Episódio: "The Death of the Queen Bee"                               | [ 58 ]          |
| 2010      | Chuck                                               | Dr. Stanley Wheelwright                   | Episódio: "Chuck Versus the Aisle of Terror"                         | [ 61 ]          |
| 2010      | Supernatural                                        | Dr. Robert                                | Episódio: "Appointment in Samarra"                                   | [ 190 ]         |
| 2011      | Hawaii Five-0                                       | Samuel Lee                                | Episódio: "Ka Iwi Kapu"                                              | [ 191 ]         |
| 2011-2017 | Regular Show                                        | Stag-Man / Anti-Pops (vozes)              | Alguns episódios: "Camping Can Be Cool", "The Dream Warrior"         | [ 192 ] [ 193 ] |
| 2012      | Green Lantern: The Animated Series                  | Myglom (voz)                              | Episódio: "Razer's Edge"                                             | [ 194 ]         |
| 2012      | Criminal Minds                                      | Detetive Gassner                          | Episódio: "Heathridge Manor"                                         | [ 195 ]         |
| 2013      | Workaholics                                         | Dr. TelAmeriCorp / Josh                   | Episódio: "A TelAmerican Horror Story"                               | [ 196 ]         |
| 2014      | Teenage Mutant Ninja Turtles                        | Dire / Dark Beaver (vozes)                | Episódio: "In Dreams"                                                | [ 197 ]         |
| 2015      | Hulk and the Agents of S.M.A.S.H.                   | Pluto (voz)                               | Episódio: "The Tale of Hercules"                                     | [ 198 ]         |
| 2015      | Hell's Kitchen                                      |                                           | Convidado                                                            | [ 199 ]         |
| 2017      | Uncle Grandpa                                       | Boogie Man (voz)                          | Episódio: "Broken Boogie"                                            | [ 200 ]         |
| 2018      | The Goldbergs                                       | Freddy Krueger                            | Episódio: "Mister Knifey-Hands"                                      | [ 86 ]          |
| 2018      | Spy Kids: Mission Critical                          | O Invasor (voz)                           | Episódio: "Home Sick"                                                | [ 201 ]         |
| 2020      | True Terror with Robert Englund                     |                                           | Apresentador                                                         | [ 90 ]          |
| 2020      | JJ Villard's Fairy Tales                            | Hive Head / Toilet / Porridge Dad (vozes) | Episódio: "The Goldilox Massacre"                                    | [ 202 ]         |
| 2022      | Stranger Things                                     | Victor Creel                              | Quarta temporada; recorrente                                         | [ 203 ] [ 204 ] |

### Vídeos musicais
| Ano  | Título                     | Artista      | Papel          | Ref.    |
| ---- | -------------------------- | ------------ | -------------- | ------- |
| 1987 | "Dream Warriors"           | Dokken       | Freddy Krueger | [ 205 ] |
| 1988 | "Are You Ready for Freddy" | The Fat Boys | Freddy Krueger | [ 206 ] |

### Web
| Ano  | Título      | Papel       | Notas       | Ref.  |
| ---- | ----------- | ----------- | ----------- | ----- |
| 2009 | Fear Clinic | Dr. Andover | 5 episódios | [ 8 ] |

### Jogos eletrônicos
| Ano  | Título                             | Dublagem                        | Notas                   | Ref.    |
| ---- | ---------------------------------- | ------------------------------- | ----------------------- | ------- |
| 2011 | Marvel Super Hero Squad Online     | Dormammu                        |                         | [ 4 ]   |
| 2011 | Mortal Kombat 9                    | Freddy Krueger                  | Não creditado           | [ 4 ]   |
| 2011 | Call of Duty: Black Ops            | Ele mesmo                       | Mapa "Call of the Dead" | [ 69 ]  |
| 2016 | Master of Orion: Conquer the Stars | Terran Khan                     |                         | [ 208 ] |
| 2017 | Injustice 2                        | Dr. Jonathan Crane / Espantalho |                         | [ 83 ]  |

## Observações
1. ↑  Buster and Billie foi filmado em 1973, segundo informa o American Film Institute (AFI).[18] Em relação ao ano original de lançamento da obra, algumas fontes afirmam ter sido em 1974, entre elas o próprio AFI,[18] enquanto outras indicam que foi no ano anterior, havendo uma crítica do filme datada de 31 de dezembro de 1973, publicada na Variety.[19]
2. ↑  Embora Englund tenha declarado, em 2014, ter sido o primeiro a falar de Star Wars para Mark Hamill, o que teria levado este a ser escalado como Luke Skywalker,[20] o próprio Hammill declarou em 2018 que Englund foi apenas uma das várias pessoas que o incentivaram a participar do filme na época.[23]
3. ↑  No original em russo: Вий; transliterado para o português como Viy ou, em inglês, The Viy e The Vij.
4. ↑  Também conhecido como Starlight Slaughter e Death Trap.[112]
5. ↑  Segundo o AFI, no primeiro filme o nome do personagem é Fred, embora a grafia Freddy tenha se padronizado para toda a franquia.[122]
6. ↑  A dublagem de Englund não foi creditada na época do lançamento do jogo, popularmente conhecido como Mortal Kombat 9. Em 2017, Ed Boon, criador da série Mortal Kombat, finalmente confirmou a participação do ator na produção do videogame.[207]